# Sivica
Sivica är en ort i Kroatien.   Den ligger i länet Međimurje, i den nordöstra delen av landet, 80 km nordost om huvudstaden Zagreb. Sivica ligger 165 meter över havet och antalet invånare är 743.
Terrängen runt Sivica är platt, och sluttar österut. Runt Sivica är det ganska tätbefolkat, med 67 invånare per kvadratkilometer. Närmaste större samhälle är Čakovec, 9,0 km sydväst om Sivica. Trakten runt Sivica består till största delen av jordbruksmark.